# کاخ علم
کاخ علم (عربی: قصر العلم‎) (به معنی «کاخ پرچم») کاخ تشریفاتی سلطان عمان است. از این کاخ برای مراسم رسمی مانند استقبال از مقامات خارجی و سران کشورها استفاده می‌شود.

## کاخ قدیمی
سلطان سعید بن سلطان کاخی به نام بیت‌العلم داشت که در اوایل دهه ۱۸۰۰ بر روی پایه‌های دیوار دریایی قدیمی بین قلعه المیرانی و قلعه الجلالی که در قرن شانزدهم توسط پرتغالی‌ها ساخته شده بود، ساخته شد. این کاخ در سال ۱۸۹۵ توسط شورشیان قبیله‌ای آسیب دید، اما سلطان فیصل بن ترکی به دلیل کمبود بودجه، آن را تعمیر نکرد. در قرن بیستم، سلطان سعید بن تیمور بیشتر وقت خود را در صلاله گذراند و کاخ را قفل کرد. این کاخ در سال ۱۹۷۱ برای ساخت کاخ جدید تخریب شد.

## کاخ فعلی
کاخ فعلی، قصر العالم، به دستور سلطان قابوس بن سعید، در همان مکان بین دو قلعه ساخته شد. این کاخ توسط معماران هندی، شاپورجی پالونجی، به سبکی بسیار پر زرق و برق، طراحی و در سال ۱۹۷۲ تکمیل شد. این کاخ دارای نمای منحصر به فردی از ستون‌های طلایی و آبی است. محوطه داخلی کاخ همچنان ممنوع است، اما عموم مردم مجاز به توقف در نزدیکی دروازه‌ها و گرفتن عکس هستند.

## منطقهٔ اطراف
کاخ العالم توسط قلعه‌های می‌رانی و جلالی ساخته شده توسط پرتغالی‌ها احاطه شده است. ساختمان‌های دولتی در مجاورت آن سفید رنگ هستند، با پشت بام‌های کنگره‌دار و بالکن‌های چوبی به سبک سنتی عمانی. این کاخ همچنین می‌تواند با قایق از بندرگاه دیده شود.

## نگارخانه

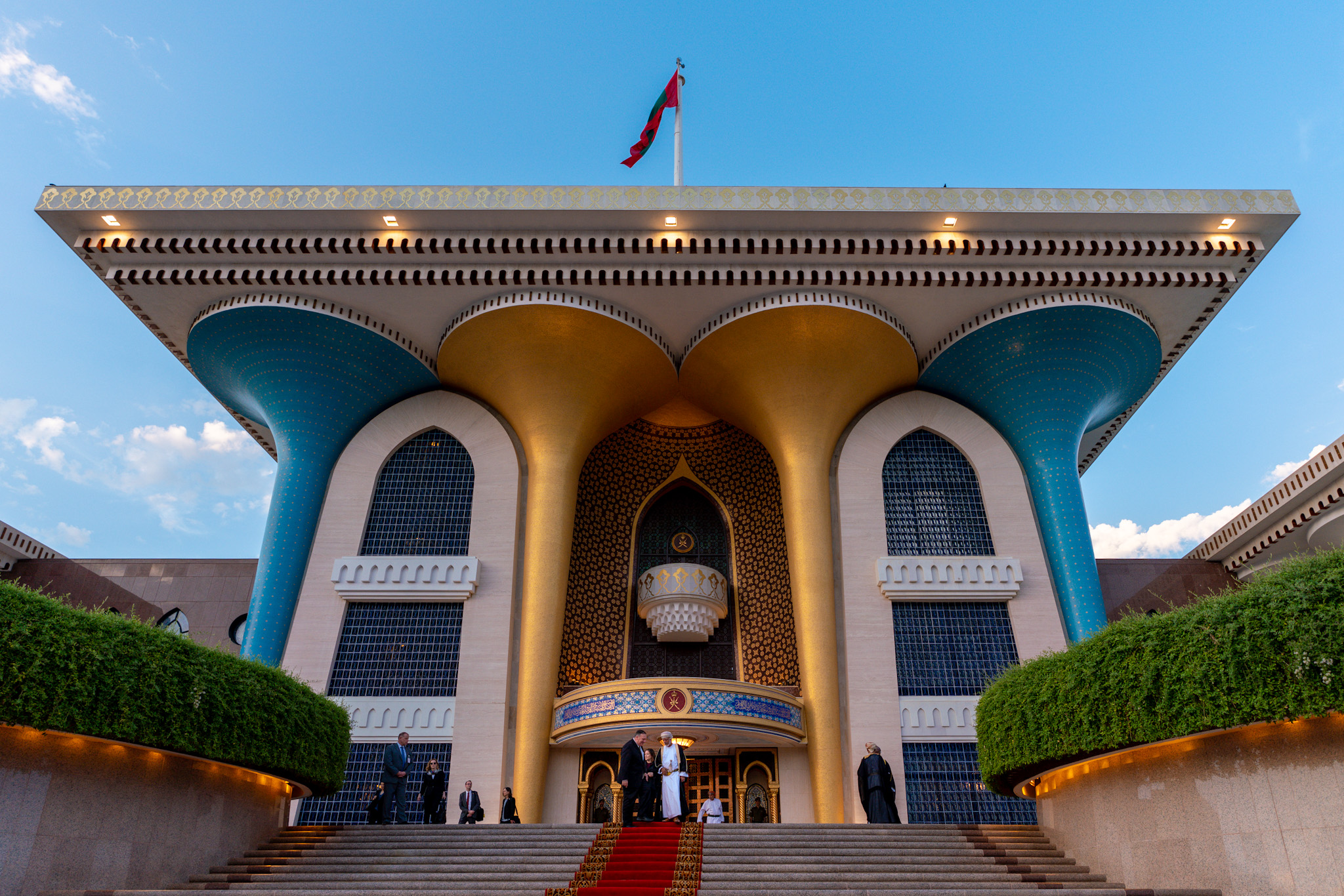
ورودی اصلی
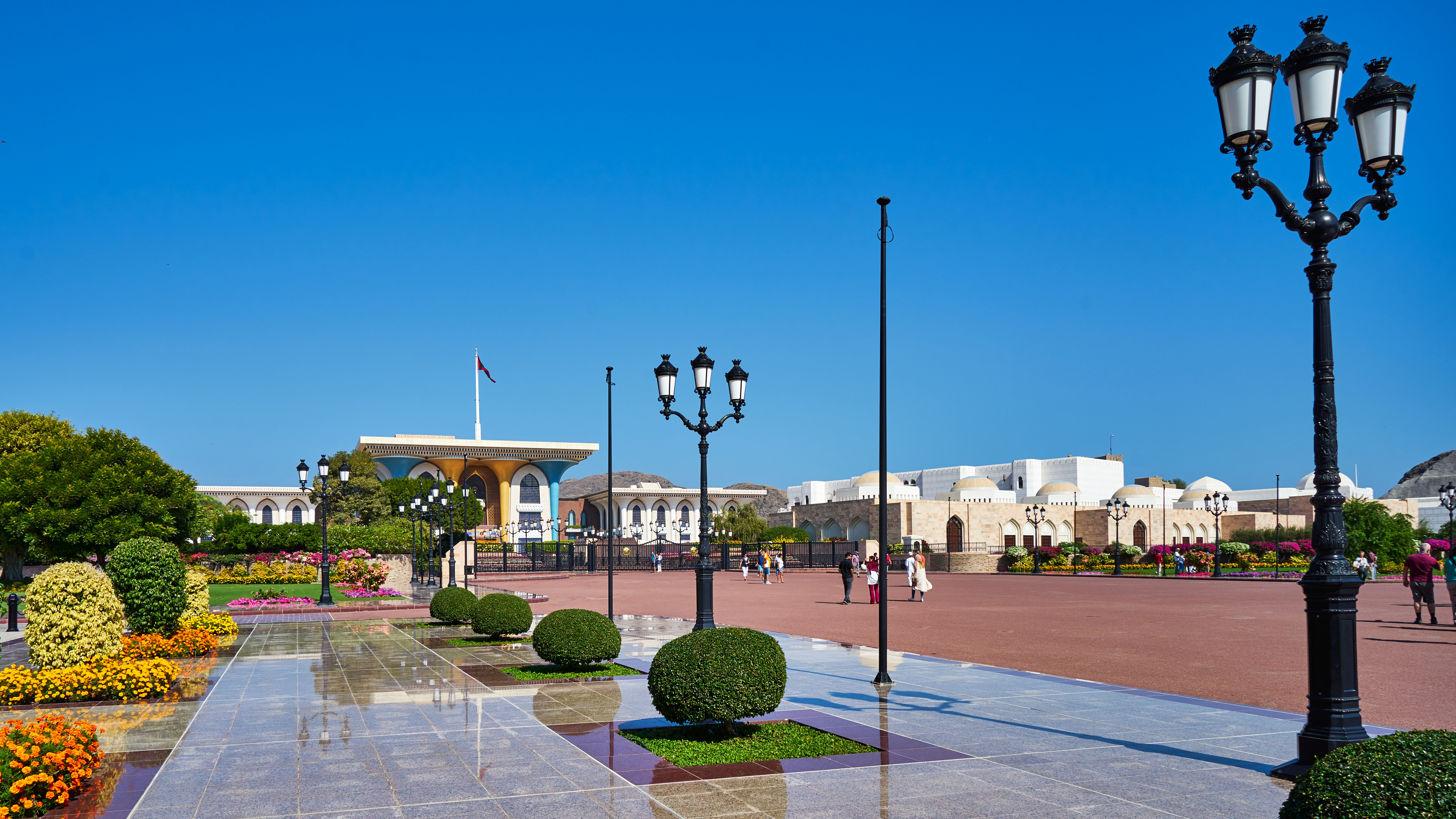
حیاط
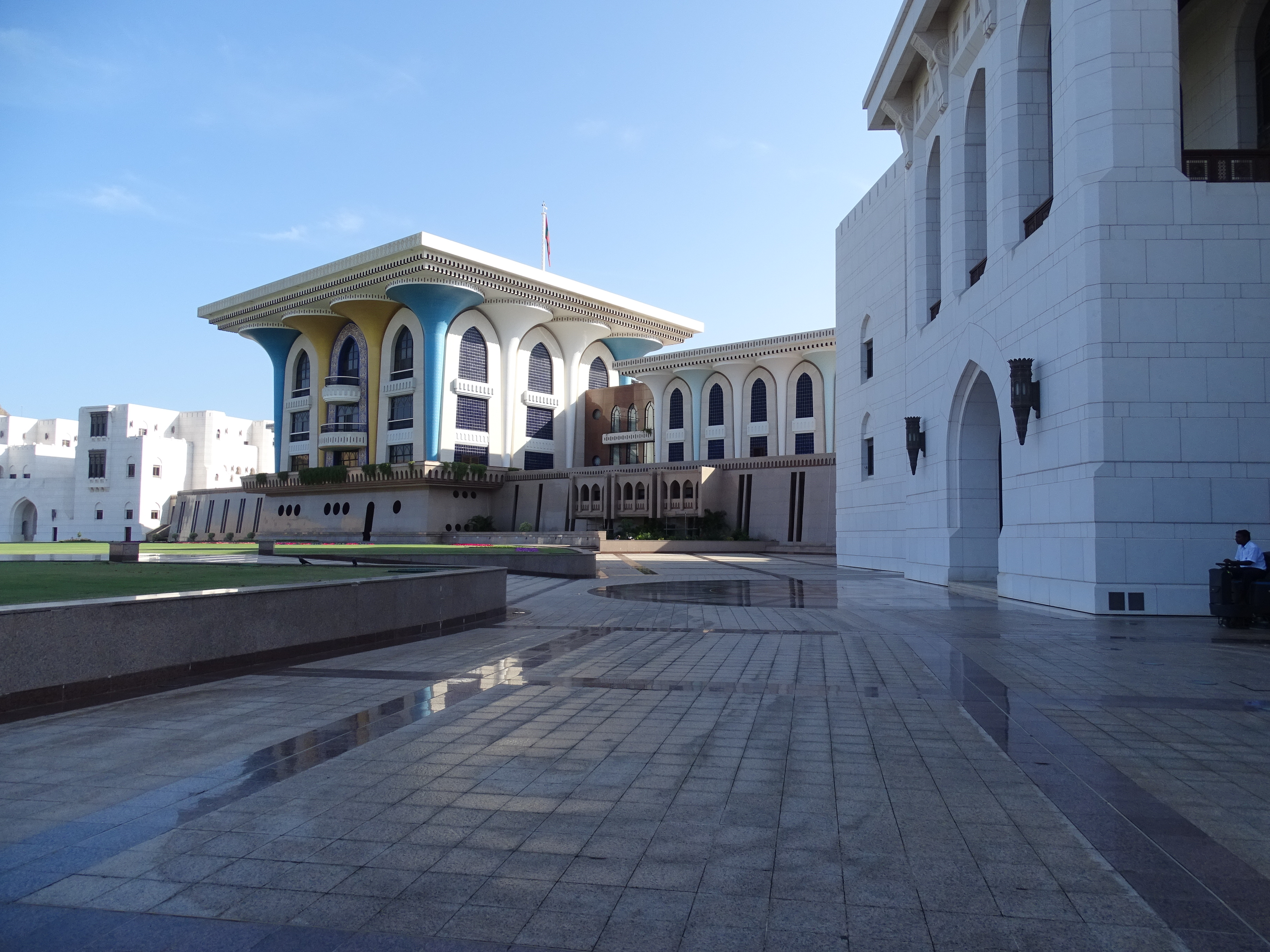
نمای جانبی
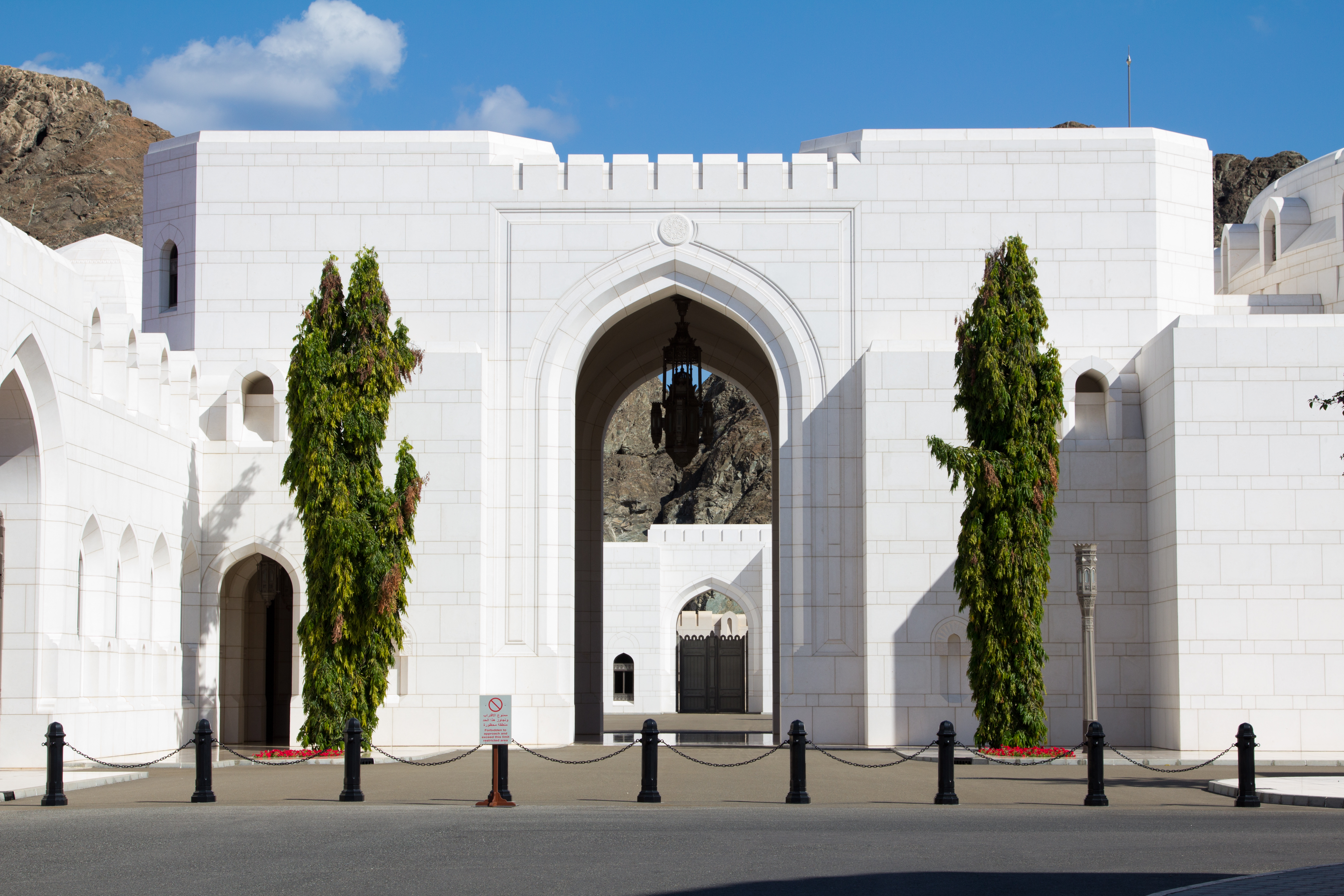
دروازه
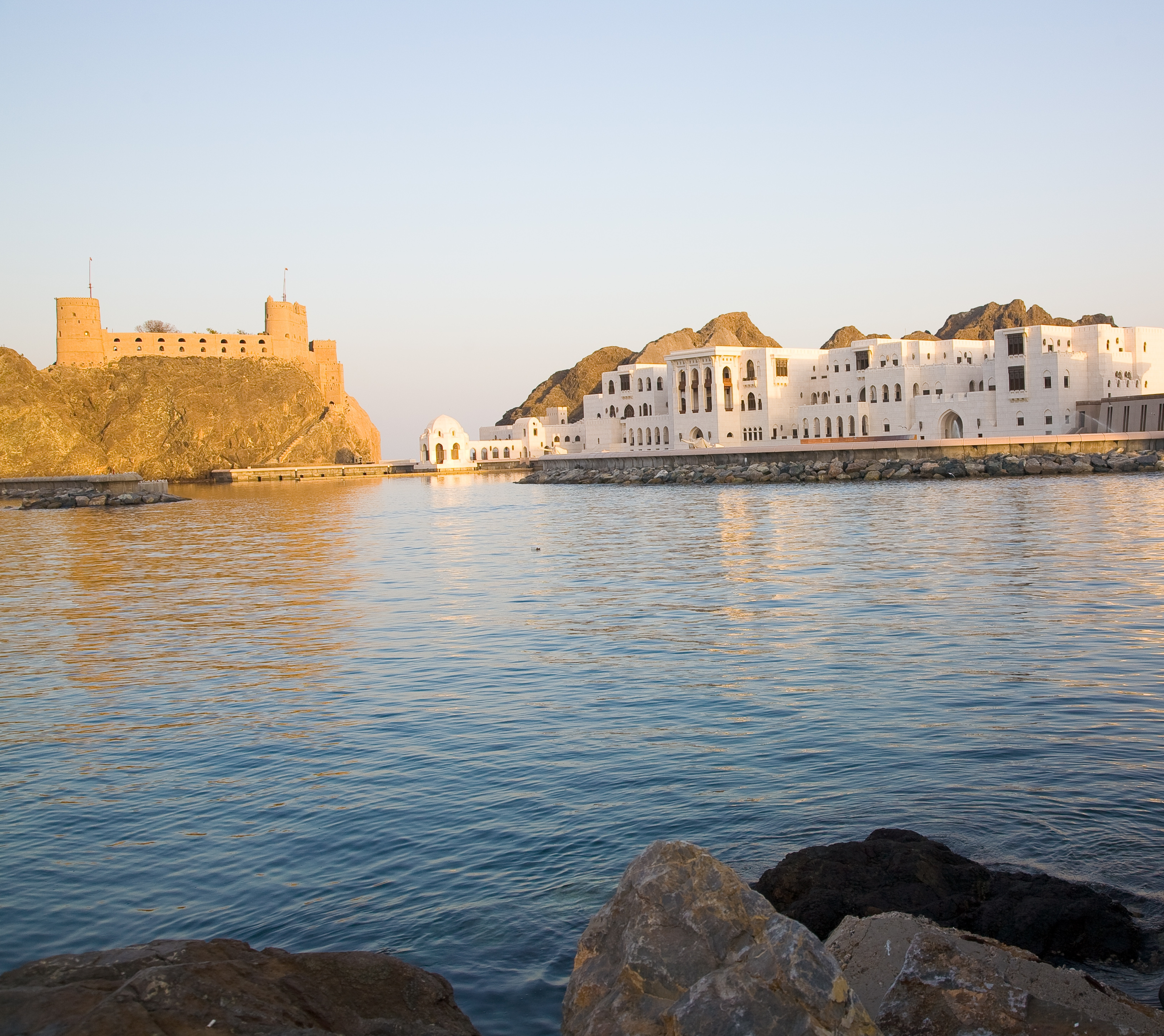
منظره از بندر
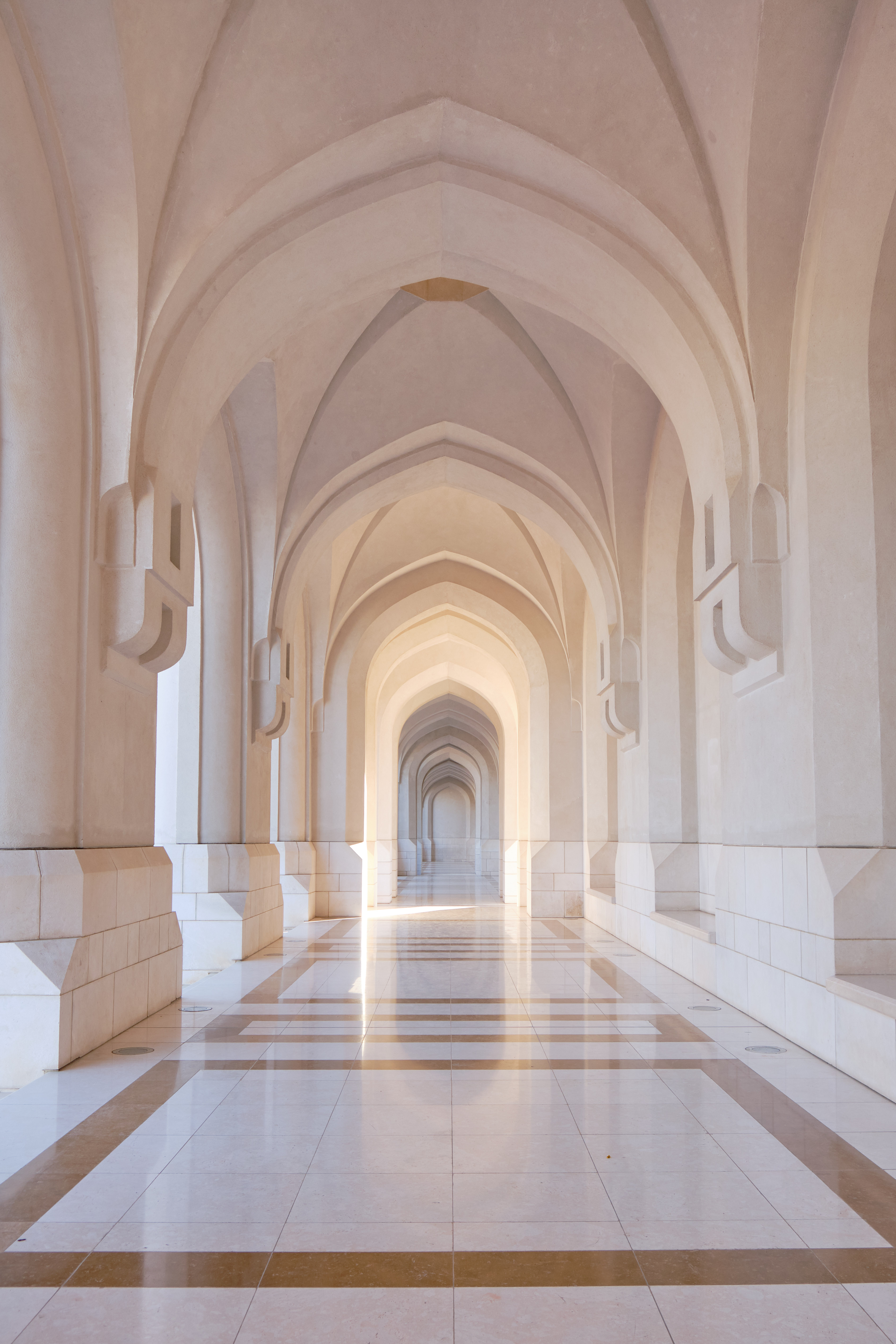
راهرو